# Vàng lá Kim Thành
Vàng lá Kim Thành là nhãn hiệu vàng thương phẩm nổi tiếng tại vùng Đông Nam Á vào thời kì trước và trong Chiến tranh Việt Nam (trước 1975), được dùng làm phương tiện trao đổi và cất giữ tài sản. Vàng lá Kim Thành có độ tinh khiết 999,9. Một lượng vàng lá Kim Thành có cân nặng đúng 37,5 g (khoảng 1,2 troy ounce), gồm 3 lá: 2 lá nặng 15 g mỗi lá và 1 lá nặng 7,5 g. Các lá này được bọc chung trong lớp giấy dầu mang nhãn hiệu của nhà sản xuất. Kim Thành là nhà buôn bán và tinh chế vàng vào lúc đó, với trụ sở tại Sài Gòn và chi nhánh tại Hà Nội, Hồng Kông và Phnôm Pênh.